# Спенсер-Черчилль, Чарльз Джеймс, 12-й герцог Мальборо
Чарльз Джеймс Спенсер-Черчилль, 12-й герцог Мальборо (род. 24 ноября 1955, Бленхаймский дворец) — британский аристократ и пэр Англии. Старший сын Джона Спенсера-Черчилля, 11-го герцога Мальборо (1926—2014), и его первой жены Сьюзан Гоф (урожденной Хорнби) (1929—2005). Правнук кузена британского премьер-министра сэра Уинстона Черчилля. Дальний родственник принцессы Дианы Уэльской.
Со дня рождения носил титул графа Сандерленда (1955—1972). В 1972 году, когда его отец стал 11-м герцогом Мальборо, он получил титул маркиза Блэндфорда, который носил до 2014 года.

## Биография
Родился 24 ноября 1955 года в Бленхеймском дворце в Вудстоке (графство Оксфоршир).
Он получил образование в школе Хэрроу и Королевском сельскохозяйственном колледже. В попытке защитить Бленхеймский дворец от чрезмерного поведения своего сына герцог Мальборо выиграл судебную тяжбу в 1994 году. Позднее отношения отца и сына улучшились.
В 1995 году маркиз провёл месяц в тюрьме за подделку рецептов. В сентябре 2007 года он был приговорён к шести месяцам тюремного заключения по двум пунктам обвинения: опасная езда и нападение на машину другого автомобилиста. Он был лишён прав на три с половиной года.
16 октября 2014 года после смерти своего 88-летнего отца Чарльз Джеймс Спенсер-Черчилль унаследовал титул герцога Мальборо и стал пэром Англии.

## Браки и дети
1-я жена с 24 февраля 1990 года Ребекка Мэри Браун. Супруги развелись в 1998 году и имели единственного сына:
- Лорд Джордж Спенсер-Черчилль (род. 28 июля 1992), граф Сандерленд, с 2014 года — маркиз Блэндфорд

2-я жена с 1 марта 2002 года Эдла Гриффитс, от брака с которой у герцога есть двое детей:
- Леди Араминта Меган Клементина Спенсер-Черчилль (род. 8 апреля 2007)
- Лорд Каспар Саша Айвор Спенсер-Черчилль (род. 18 октября 2008)